# Jerdacuttup-folyó
A Jerdacuttup Nyugat-Ausztrália Goldfields-Esperance régiójában található folyó. A vize természetes okokból magas sótartalmú. A folyó a Yilgarn-fennsíkon ered, Ravensthorpe-tól északra a Mount Short alatt. Vízgyűjtő területe a Ravensthorpe-hegység keleti részét foglalja magába, majd dél felé folytatja útját és végül a Jerdacuttup-tavakba torkollik Hopetountól keletre. 
Mellékfolyói a Moolyall Creek, a Woodenup Creek, a Cordingup Creek, a Carlingup Creek, a Boaiup Creek, a Bandalup Creek és a Burlabup Creek.
A folyó nevét John Forrest adta egy őslakos kifejezésre utalva ezáltal, ám e szónak mai napig nem tudjuk az értelmét. A folyóban több helyen komatiit található.

## Fordítás
Ez a szócikk részben vagy egészben  a   Jerdacuttup River című angol Wikipédia-szócikk ezen változatának fordításán alapul.  Az eredeti cikk szerkesztőit annak laptörténete sorolja fel. Ez a jelzés csupán a megfogalmazás eredetét és a szerzői jogokat jelzi, nem szolgál a cikkben szereplő információk forrásmegjelöléseként.